# Synkronized
Synkronized es el cuarto álbum de la banda Jamiroquai.
En este disco se nota la ausencia del AcidJazz (solo se pueden oír unos toques de este en el tema Butterfly y Falling), tomando con más fuerza el funk y la música disco. Es también el primer álbum sin el bajista Stuart Zender, quien salió de la banda en septiembre de 1998, por diferencias musicales y personales con Jay Kay, cuando ya el álbum inicialmente, llamado (Symphonized) estaba a punto de ser terminado (existían 9 pistas ya grabadas) y para evitar problemas legales de derechos de autor, Jay Kay propuso reescribir totalmente el álbum. El producto lanzado finalmente es producto de ese esfuerzo. Este fue el primer álbum grabado en la casa-estudio del líder de la banda Jay Kay. Es el primer álbum con el bajista Nick Fyffe. Entre las canciones que se hicieron mientras estaba zender en el bajo están Where Do we Go from Here, parte de este álbum y Snooze You Loose, que se lanzó como sencillo posteriormente.
Este álbum no tuvo tanta aceptación entre los fanáticos inicialmente, aunque pudo lograr el primer lugar en ventas en Reino Unido.A lo largo de los años ha sido considerado uno de los mejores trabajos de la banda tras Travelling Without Moving y Emergency On Planet Earth. Entre las mejores canciones del disco y también las mejores canciones del grupo están Canned Heat, Black Capricorn Day, Falling, Butterfly, Soul Education, Deeper Underground, Where Do We Go From Here?. En el disco también se encuentran canciones con toques instrumentales y una de total carácter instrumental como lo es la canción "Destitute Illusions".

## Lista de canciones
1. "Canned Heat" - 05:32
2. "Planet Home" - 04:46
3. "Black Capricorn Day" - 05:42
4. "Soul Education" - 04:16
5. "Falling" - 03:46
6. "Destitute Illusions" - 05:40
7. "Supersonic" - 05:16
8. "Butterfly" - 04:30
9. "Where Do We Go From Here?" - 05:14
10. "King For a Day" - 03:44
11. "Deeper Underground" - 04:44

- Datos: Q933267